# Danais capituliformis
Danais capituliformis är en måreväxtart som beskrevs av Anne-Marie Homolle. Danais capituliformis ingår i släktet Danais och familjen måreväxter. Inga underarter finns listade i Catalogue of Life.